# Partinico

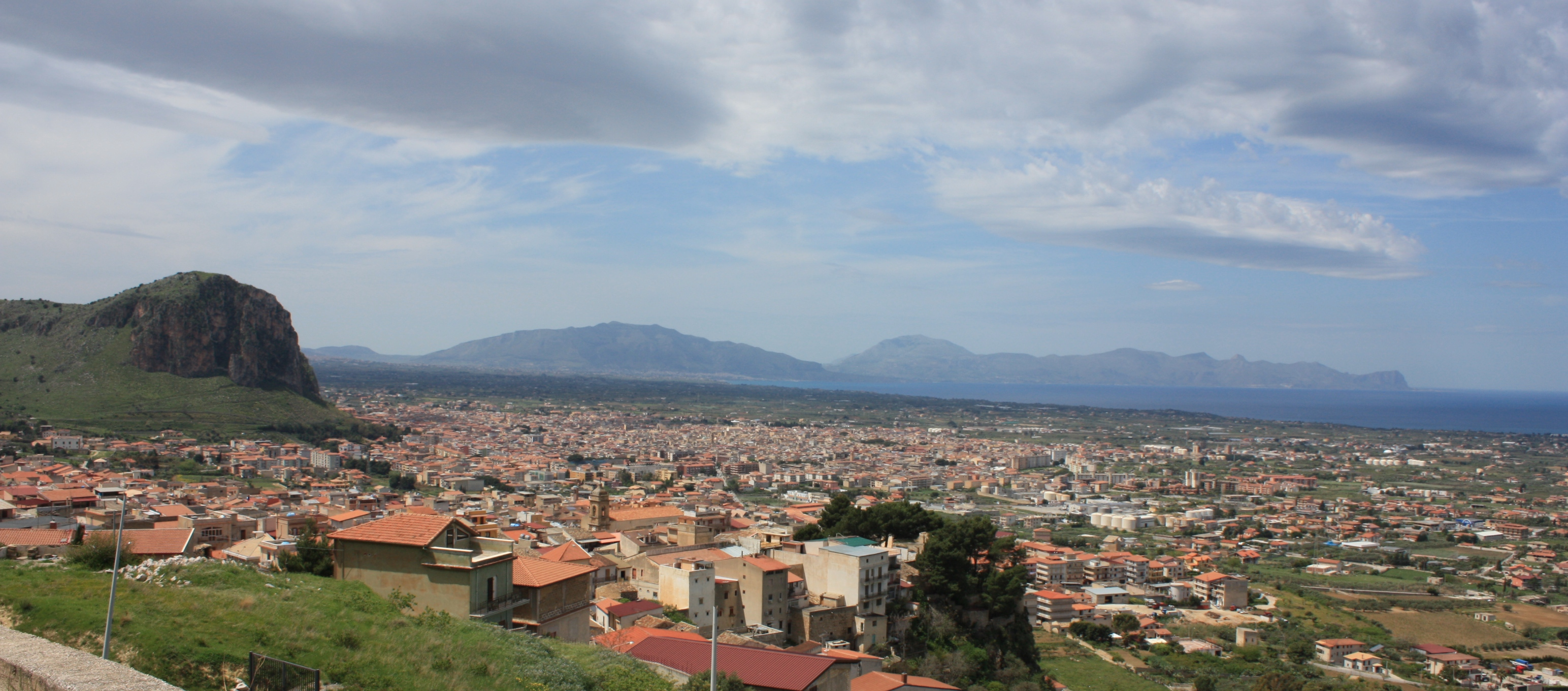
Partinico

Partinico (sizilianisch Partinicu, griechisch Παρθενικόν) ist eine italienische Gemeinde (comune) mit 30.678 Einwohnern (Stand 31. Dezember 2023) in der Metropolitanstadt Palermo in der Autonomen Region Sizilien.

## Lage und Daten
Partinico liegt 31 km westlich von Palermo. Die Einwohner arbeiten hauptsächlich in der Landwirtschaft, im Weinbau oder in der Lebensmittelindustrie.
Die Nachbargemeinden sind Alcamo (TP), Balestrate, Borgetto, Carini, Giardinello, Monreale, Montelepre, Terrasini und Trappeto.

## Geschichte
An mehreren Fundorten in der Ebene von Partinico wurden zahlreiche Steingeräte gefunden, die vorgeschichtliche menschliche Aktivitäten bezeugen und im städtischen Museum (Museo Civico) ausgestellt sind. In römischer Zeit hieß der Ort Parthenicum und ist im Itinerarium Antonini, das aus dem frühen 3. Jahrhundert n. Chr. stammt, erwähnt. Im Ortsteil Sirignano wurden Reste einer römischen Villa entdeckt. Im 14. Jahrhundert wurde die heutige Stadt gegründet.

## Bauwerke
- Kirche San Giuseppe aus dem 17. Jahrhundert mit Gemälden der Heiligen
- Kirche Maria Santissima Annunziata aus dem 18. Jahrhundert
- Städtisches Museum

## Persönlichkeiten
- Giuseppina „Pina“ Suriano (1915–1950), römisch-katholische Selige
- Emanuele Catarinicchia (1926–2024), römisch-katholischer Bischof von Mazara del Vallo
- Maria Luisa Filangeri (* 2000), Fußballspielerin